# Lorena Meritano
Lorena Meritano Gelfenben (Concordia, 30 settembre 1970) è un'attrice e modella argentina.

## Biografia
Dopo aver esordito appena quindicenne come modella, lavorando anche in Italia, ha intrapreso la carriera di attrice di telenovela come protagonista di serie come Prisionera de amor, Muñeca brava e Ecomoda.
Nel 2005 ha partecipato alla versione argentina del reality show L'isola dei famosi.
Nel 2014 le venne diagnosticato un tumore al seno dal quale guarì l'anno successivo.

## Filmografia

### Attrice

#### Televisione
- Prisionera de amor - telenovela (1995)
- Maravillas diez y pico - telenovela (1995)
- La revista - televonela (1996)
- Tric-Trac - telenovela (1996)
- Rivales por Accidente - telenovela (1996)
- Escándalo - telenovela (1997-1998)
- Muñeca brava - telenovela stagione 2 (1998)
- La mujer de mi vida - telenovela (1998)
- Ecomoda - telenovela (2001-2002)
- La lectora - telenovela (2002-2003)
- El auténtico Rodrigo Leal - telenovela (2003)
- Pasión de gavilanes - telenovela (2003-2004)
- Historias de sexo de gente común - telenovela (2005)
- Merlina, mujer divina - telenovela (2006)
- Mujeres asesinas - serie televisiva (2007)
- Tiempo final - (1 episodio) (2007)
- Amas de casa desesperadas - telenovela (2007-2008)
- Mujeres de nadie - telenovela (2008)
- Mujeres asesinas - serie televisiva (2010)
- Chepe Fortuna - telenovela (2011)
- Corazón apasionado - telenovela (2012)
- Casa de reinas - telenovela (2012)
- El día de la suerte - telenovela (2013)

## Doppiatrici italiane
Nelle versioni in italiano dei suoi lavori, Lorena Meritano è stato doppiata da:
- Claudia Penoni in Ecomoda